# David Tobey
David Tobey, nato David Tubachnick (New York, 1º maggio 1898 – New York, 25 gennaio 1988), è stato un cestista, allenatore di pallacanestro e arbitro di pallacanestro statunitense, membro del Naismith Memorial Basketball Hall of Fame dal 1961 in qualità di arbitro.

## Carriera
Da cestista ha militato in diverse squadre newyorkesi, anche a livello professionistico, tra le quali i New York Knickerbockers. Ha inoltre arbitrato dal 1918 al 1938 e dal 1942 al 1945.
Tobey fu tra coloro che diressero la prima partita di pallacanestro mai disputata con tre arbitri (Georgetown University contro Columbia University).